# エーインゲン (アウクスブルク郡)
エーインゲン (ドイツ語: Ehingen, ドイツ語発音: [ˈeːɪŋən] ( 音声ファイル)) は、ドイツ連邦共和国バイエルン州シュヴァーベン行政管区のアウクスブルク郡に属す町村（以下、本項では便宜上「町」と記述する）である。この町はノルデンドルフ行政共同体に属している。

## 地理

### 位置
この町はアウクスブルクの北、約 30 km のシュムッター川の横谷に位置しており、シュヴァーベン＝バイエルン高地の支脈に囲まれている。

### 自治体の構成
この町は、主邑で教区教会のあるエーインゲン地区とオルトルフィンゲン地区からなる。

## 歴史

### 自治体成立まで
エーインゲンは、地元貴族エーインゲン家の本拠地であった。この貴族家は、13世紀から14世紀には現在の町域における最大の土地所有者であった。ルートヴィヒ4世は1315年に教会の守護権をハインリヒ・フォン・ボックスベルクに移譲した。このレーエン権はヴィッテルスバッハ家に引き継がれ、1392年にベネディクトボイエルン修道院のものとなった。1803年の帝国代表者会議主要決議以後この集落はバイエルン領となった。バイエルン王国の行政改革に伴う1818年の自治体令に基づいて現在の自治体が形成された。この町は1972年にヴェルティンゲン郡からアウクスブルク郡に移管された。

### 町村合併
バイエルン州の地域再編に伴い、1978年5月1日にオルトルフィンゲンが合併した。

## 住民

### 人口推移
1988年から2018年までにこの町の人口は、841人から1068人まで、227人、約 27 % 増加した。

## 行政

### 議会
エーインゲンの町議会は、12議席からなる。

### 首長
町長は2002年からフランツ・シュレーゲル (Unparteiische Wählergruppe Ehingen-Ortlfingen) が務めている。彼は、2008年、2014年、2020年に再選されている。

### 紋章と旗
図柄: 銀地に立ち上がった青いユニコーン。それにかぶせて金の逆斜め帯（向かって右上から左下）が描かれている。
紋章の由来: 立ち上がったユニコーンは、13世紀から14世紀にこの町の町域の最大土地所有者であったエーインゲン家の家紋に由来する。バイエルンの色である銀と青は、バイエルン公のヴィッテルスバッハ家にちなんでいる。
この紋章は1962年から用いられている。
非公式な町の旗は白 - 青の地色に町の紋章が描かれている。

## 経済と社会資本

### 職場
2020年現在、社会保険支払い義務のある就労者47人がこの街で働いている。住民のうち512人が社会保険支払い義務のある就労者である。従って、この町から他の市町村に通勤する人口は、他の市町村からこの町に通勤する人口よりも465人多い。失業者数は8人である。

### 農業
2020年現在、この村には12軒の農業事業者がある。

### 教育
町内には、定員75人の保育施設がある。2021年3月1日現在の在籍者は65人である。